# Liste der Naturdenkmale in Niedernhausen
Die Liste der Naturdenkmale in Niedernhausen nennt die auf dem Gebiet der Gemeinde Niedernhausen im Rheingau-Taunus-Kreis gelegenen Naturdenkmale. Sie sind nach § 26 des Hessischen Gesetzes über Naturschutz und Landschaftspflege (Hessisches Naturschutzgesetz – HAGBNatSchG) § 12 geschützt und bei der unteren Naturschutzbehörde des Rheingau-Taunus-Kreises eingetragen.
| Bild                          | Bezeichnung  | Ortsteil, Lage                                                      | Beschreibung                | Art                         | Nr.  |
| ----------------------------- | ------------ | ------------------------------------------------------------------- | --------------------------- | --------------------------- | ---- |
| mehr Fotos \| Fotos hochladen | Dicke Eiche  | Oberjosbach, Jahnstraße / An der Eiche 50° 10′ 30″ N, 8° 20′ 6,7″ O | Baum am Waldrand            | Eiche                       | 10/5 |
| Fotos hochladen               | Eiche        | Oberseelbach, Waldrand am Diebsweg 50° 11′ 39,2″ N, 8° 18′ 4,3″ O   | Baum am Taunuskamm          | Eiche                       | 10/9 |
| mehr Fotos \| Fotos hochladen | Hohler Stein | Oberseelbach, im Wald 50° 11′ 1,1″ N, 8° 18′ 4,3″ O                 | Felsengruppe „Hohler Stein“ | Quarzitfelsen               | 10/3 |
| mehr Fotos \| Fotos hochladen | Kroneiche    | Engenhahn, am Ziegler Kopf 50° 9′ 44″ N, 8° 17′ 3,4″ O              | Baum im Wald                | Stiel-Eiche (Quercus robur) | 10/1 |
| Fotos hochladen               | Linde        | Niederseelbach, an der ev. Kirche 50° 10′ 45″ N, 8° 17′ 14,1″ O     | Baum am Ortsrand            | Linde                       | 10/4 |